# Sinocnemis henanese
Sinocnemis henanese là loài chuồn chuồn trong họ Megapodagrionidae. Loài này được Wang mô tả khoa học đầu tiên năm 2003.